# Cư Sất Di Vương
Kim Sất Di Vương (mất 346, trị vì 291–346) là vị vua thứ tư của Kim Quan Già Da, một thành bang của liên minh Già Da thời Triều Tiên cổ đại. Ông là con trai của Ma Phẩm Vương và vương hậu Hảo Cừu (Hogu).
Kim Sất Di Vương kết hôn với phu nhân A Chí (Aji), con của một tướng lĩnh cấp cao (agan) tên là Agung. Bà là mẫu thân của Y Thi Phẩm Vương.